# Polyrhachis lauta
Polyrhachis lauta é uma espécie de formiga do gênero Polyrhachis, pertencente à subfamília Formicinae.